# Sven Strüver
Sven Strüver (* 9. August 1967 in Bremen) ist ein deutscher Berufsgolfer der European Tour.

## Biografie
Strüver begann im Alter sieben Jahren in Travemünde mit dem Golfsport. Ein Jahr später verfügte er über ein Handicap von 36. Sein Vater war Golflehrer in Ahrensburg.
Er schlug 1990 die Profilaufbahn ein und stieß 1992 zur European Tour. Schon ein Jahr später erreichte Strüver seine beste Platzierung in der Geldrangliste mit dem 13. Rang. Im Februar 1996 gewann er in Johannesburg als dritter Deutscher nach Bernhard Langer und Alexander Cejka ein PGA-Turnier. Insgesamt hat er drei Turniersiege errungen, schwächelte aber in den letzten Saisons und besitzt derzeit nur noch eine eingeschränkte Spielberechtigung auf der großen Tour.
Seit dem Frühjahr 2010 absolvierte Strüver eine Ausbildung zum PGA Teaching Professional im Golf-Club Teutoburger Wald in Halle (Westf.). Sein Ausbilder war Graham Clark. Seinen PGA Playing Ability Test legte er Mitte 2010 ab.
Strüver vertrat sein Land siebenmal im World Cup und sechsmal im Dunhill Cup.
Er ist seit 1996 mit Stephanie Strüver verheiratet, hat zwei Kinder und einen Wohnsitz in Orlando, Florida.

## Turniere
European-Tour-Siege
- 1996 South African PGA Championship
- 1997 Sun Microsystems Dutch Open
- 1998 Canon European Masters

Andere Turniersiege
- 1990 German PGA Championship
- 1993 C*American Express Trophy (Challenge Tour)

Teilnahmen an Teambewerben
- Alfred Dunhill Cup: 1994, 1995, 1996, 1997, 1998, 2000
- World Cup: 1993, 1994, 1995, 1997, 1998, 1999, 2002